# Catonsville
Catonsville ist eine Ortschaft (CDP) im Baltimore County im US-Bundesstaat Maryland mit 44.701 Einwohnern nach der Volkszählung von 2020. Catonsville ist eine Vorstadt und Teil der Metropolregion Baltimore. Teile der University of Maryland, Baltimore County befinden sich auf dem Gebiet der Ortschaft.

## Geschichte
Die erste europäische Siedlung im heutigen Catonsville war Johnnycake Town, das 1729 besiedelt wurde. Sie wurde nach einer Taverne benannt, die dafür bekannt war, jeden Morgen Johnnycakes, ein Mehlfladenbrot zu backen und an Reisende zu verkaufen. Sie war dafür bekannt, ein Rastplatz für Reisende zu sein, an dem sie ihre Pferde ausruhten.
1787 baute die Familie Ellicott den Frederick Turnpike, um Waren von ihrer Mühle, Ellicott Mills, zum Hafen von Baltimore zu transportieren. Charles Carroll, der letzte überlebende Unterzeichner der Unabhängigkeitserklärung, besaß zu dieser Zeit das Land um die damals neu gebaute Straße. Er beauftragte seinen Schwiegersohn, Richard Caton, das Gebiet entlang der Straße zu erschließen. Caton und seine Frau, Mary Carroll Caton, lebten in Castle Thunder, das 1787 an der Frederick Turnpike errichtet wurde.
Caton gab der Gemeinde seinen Namen und nannte sie Catonville, obwohl der Name in den 1830er Jahren in Catonsville geändert wurde. Entlang der Frederick Turnpike wurden Geschäfte für Reisende gebaut, die von Ellicott City nach Baltimore fuhren. Catonsville diente als Zwischenstation für Reisende, und die Siedlung wuchs und entwickelte sich zunehmend. Die angenehme Umgebung zog wohlhabende Kaufleute aus Baltimore an, die dort große viktorianische und koloniale Sommerhäuser bauten, um der Sommerhitze in Baltimore zu entfliehen.
Ab 1862 verband eine Pferdebahn Catonsville mit Baltimore, und 1884 wurde die Catonsville Short Line Railroad gebaut, die täglich acht Hin- und Rückfahrten nach Baltimore ermöglichte. Dies ermöglichte den Bewohnern, zur Arbeit nach Baltimore zu pendeln. Der Pendlerverkehr explodierte in den 1890er Jahren mit dem Bau von elektrischen Straßenbahnlinien und gehobenen Wohnsiedlungen. Catonsville war zu einem der ersten Pendler-Vororte in den Vereinigten Staaten geworden. Die Stadt Baltimore versuchte mehrfach Catonsville einzugemeinden, allerdings sind ihre Versuche alle gescheitert sind. Der letzte Versuch wurde 1918 unternommen.
Weithin bekannt wurde Catonsville, als die „Catonsville Nine“, Daniel Berrigan, Philip Berrigan und sieben Mitstreiter, am 17. Mai 1968 in das Büro der Wehrpflichtbehörde (Draft board) in Catonsville eindrangen und Einberufungsbefehle zum Vietnam-Krieg öffentlich verbrannten.

## Demografie
Nach der Volkszählung von 2010 leben in Catonsville 41.567 Menschen. Die Bevölkerung teilt sich auf in 74,8 % Weiße, 15,4 % Afroamerikaner, 0,4 % amerikanische Ureinwohner, 6,5 % Asiaten und 2,4 % mit zwei oder mehr Ethnizitäten. Hispanics oder Latinos aller Ethnien machten 2,7 % der Bevölkerung aus. Das mittlere Haushaltseinkommen lag bei 89.219 US-Dollar und die Armutsquote lag bei 7,7 % der Bevölkerung.

## Persönlichkeiten
- A. Brazier Howell (1886–1961), Mammaloge